# Fundamenta botanica
Fundamenta botanica foi um livro escrito por Lineu, editado pela primeira vez em 1735, no seu primeiro ano de estadia na Holanda.
A publicação desta obra e também de Genera Plantarum e Systema Naturae foi encorajada por Herman Boerhaave, botânico com quem Lineu conviveu nessa época.
Nela, Lineu aprimora o seu sistema de nomenclatura e estabelece uma série de axiomas que mais tarde iriam ser aproveitados, expandidos e revistos na sua obra Philosophia Botanica (1750).